# La Queue-en-Brie
La Queue-en-Brie is een gemeente in het Franse departement Val-de-Marne (regio Île-de-France) en telt 10.852 inwoners (1999). De plaats maakt deel uit van het arrondissement Nogent-sur-Marne.

## Geografie
De oppervlakte van La Queue-en-Brie bedraagt 9,2 km², de bevolkingsdichtheid is 1179,6 inwoners per km².
De onderstaande kaart toont de ligging van La Queue-en-Brie met de belangrijkste infrastructuur en aangrenzende gemeenten.

## Demografie
Onderstaande figuur toont het verloop van het inwonertal (bron: INSEE-tellingen).